# 仔牛のオルロフ風

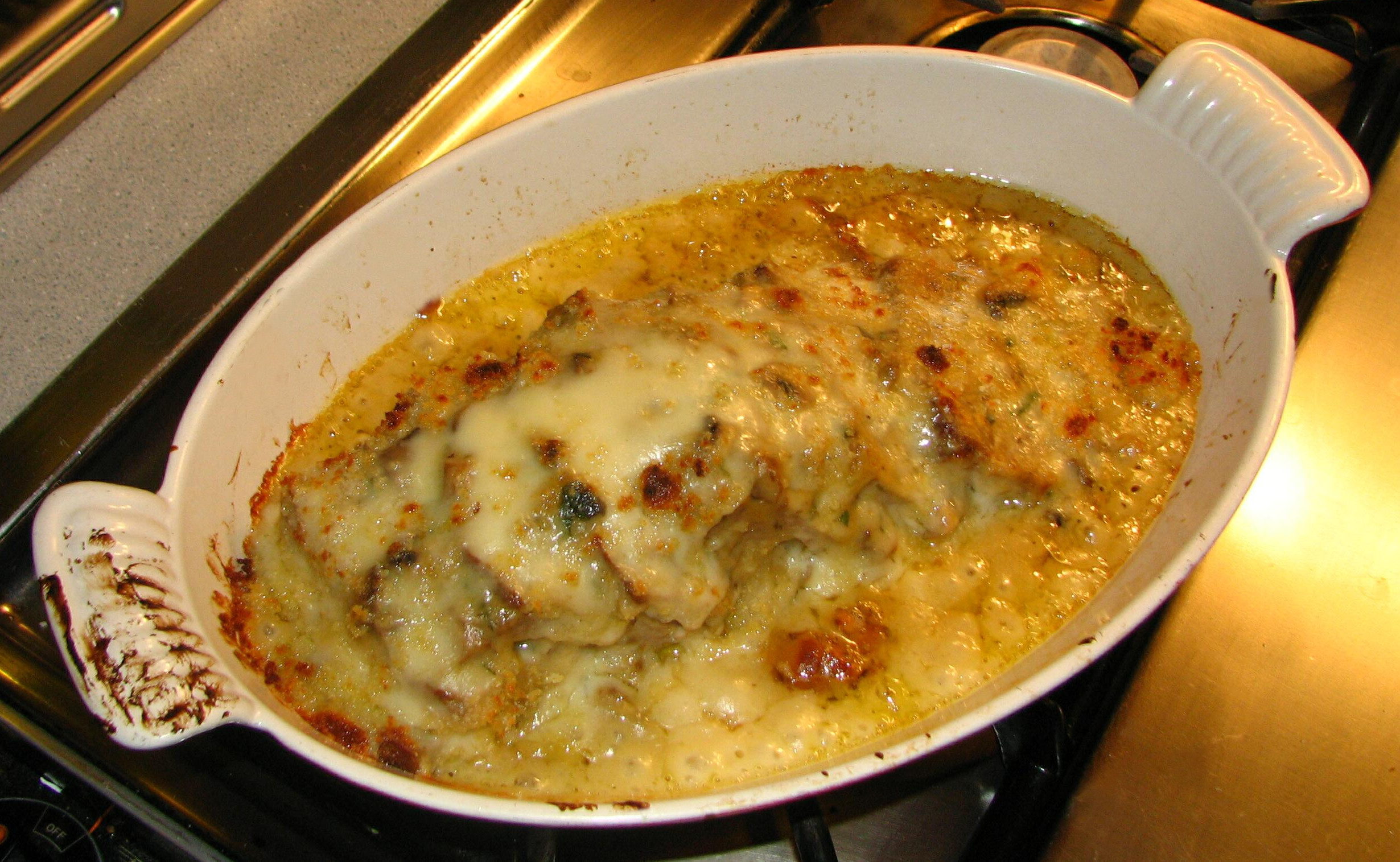
仔牛のオルロフ風の例

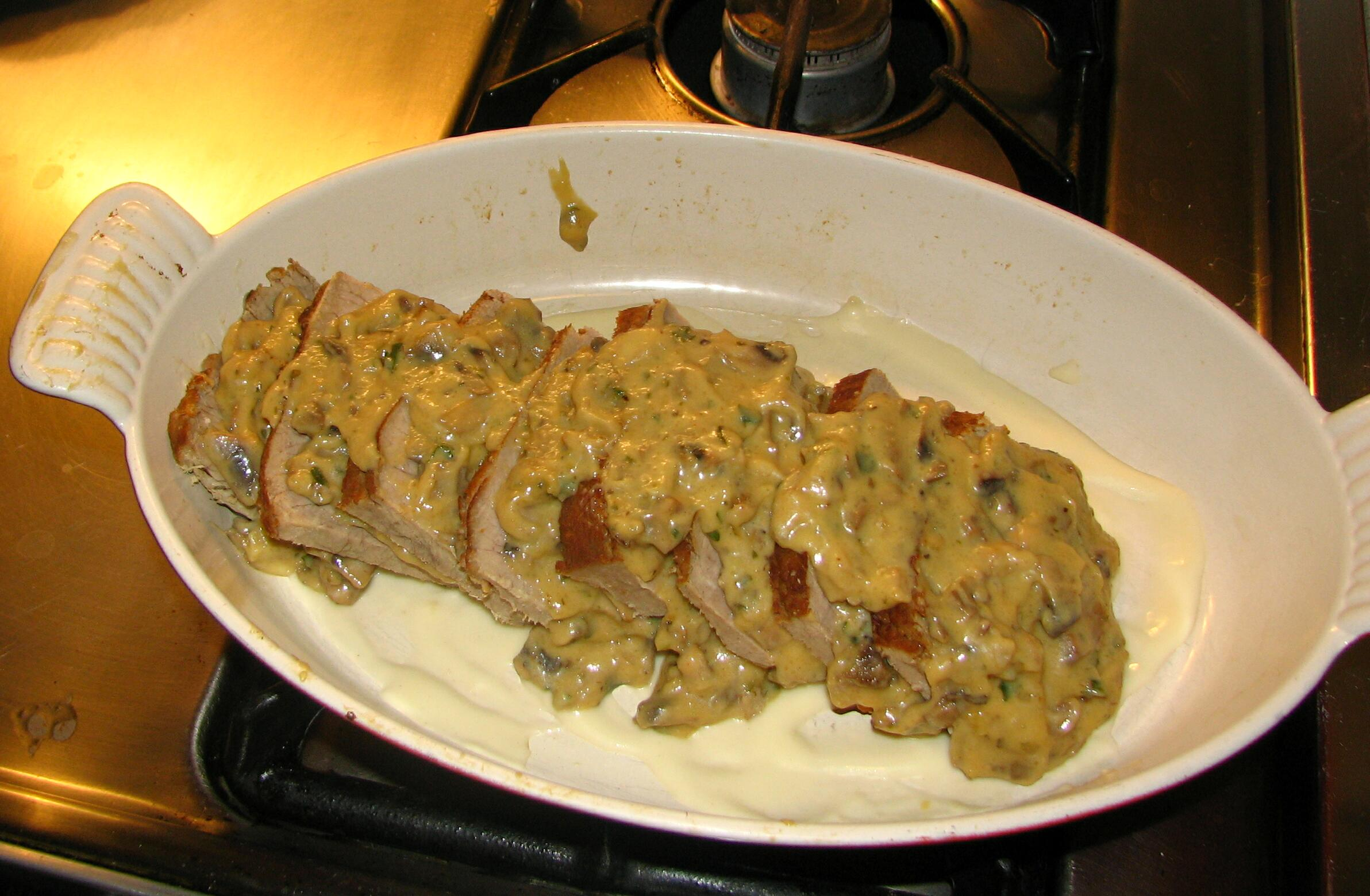
モルネーソースをかけて焼く前の状態

仔牛のオルロフ風（こうしのオルロフふう、英: veal Orloff、英: veal Orlov、仏: veau Orloff、仏: veau Orlov）は、ロシア発祥のフランス料理の1種。
19世紀にロシア帝国のニコライ・アレクセーエヴィチ・オルロフ公爵のシェフであったユルバン・デュボワが考案したとされる。仔牛のプリンス・オルロフ風（こうしのプリンス・オルロフふう、英: Veal Prince Orloff）とも呼ばれる。
ソビエト連邦時代には「フランス風牛肉料理（露: Мясо по-французски）」とも呼ばれていた。
仔牛ロース肉を煮込んで薄くスライスし、キノコを細かく刻んでデュクセルにしたものとスービーズソース（タマネギを炒めてベシャメルソースに加えたソース）をかけ、モルネーソースをかけてオーブンで焼き色をつけた料理。
そのときどきで手に入る材料に合わせて、なんどもレシピは改良されており、仔牛肉ではなく豚肉や鶏肉を使ってアレンジしたメニューもある。トッピングを好みで変えられるので、自由な発想で作ることができるという点が豊富なバリエーションを産んだ。